# Androlepis skinneri
Androlepis skinneri war bis 2011 die einzige Pflanzenart der Gattung Androlepis in der Unterfamilie Bromelioideae in der Familie der Bromeliengewächse (Bromeliaceae).

## Beschreibung

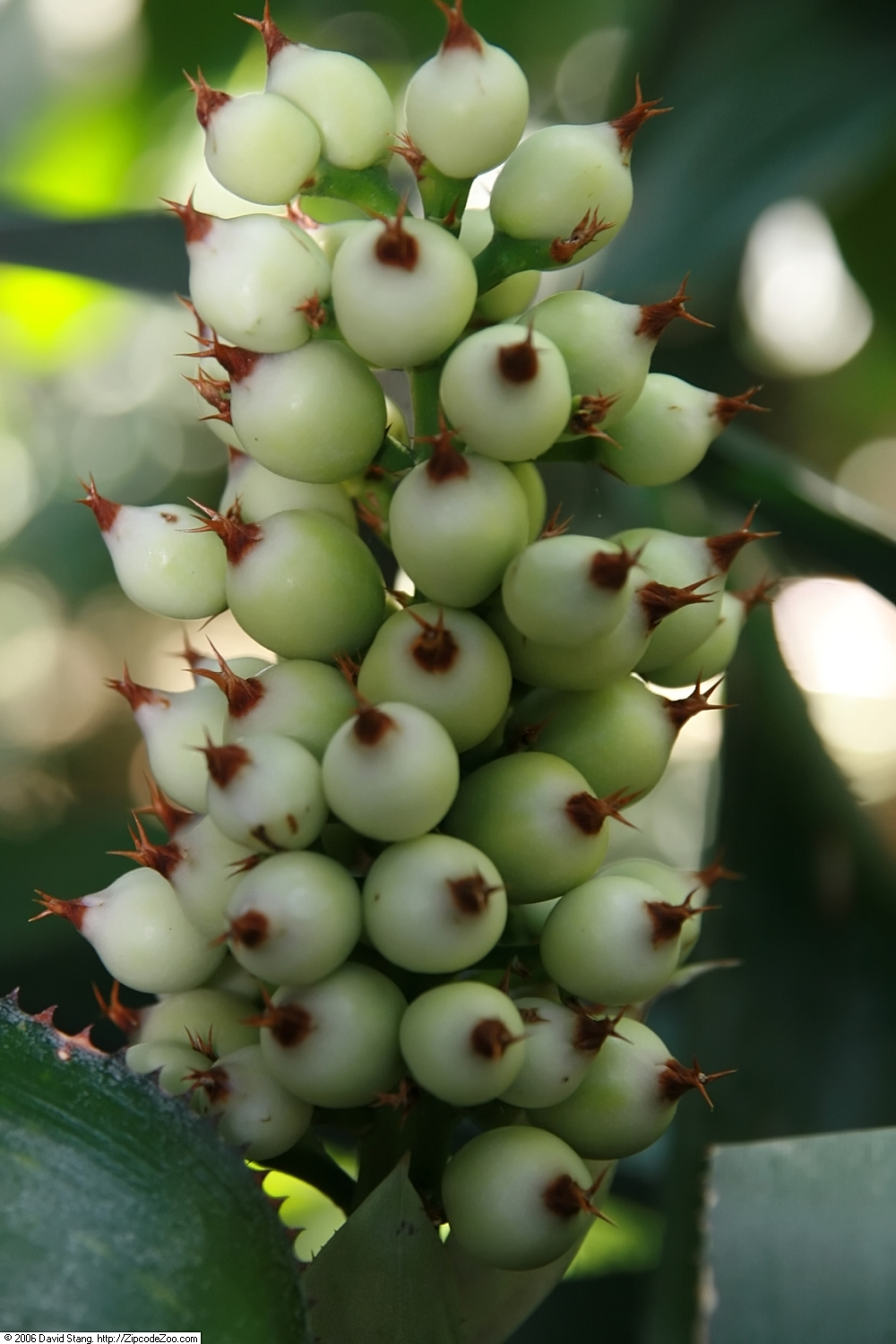
Fruchtstand mit Beeren

### Vegetative Merkmale
Androlepis skinneri wächst als ausdauernde krautige Pflanze und ist eine Trichter- bzw. Zisternenbromelie. Sie ist eine relativ große Art mit bis zu 1 Metern Trichterdurchmessern und meist 1 Metern, selten bis zu 2 Metern langen Blütenständen. Sie wächst als Epiphyt.
Die derben, parallelnervigen, breit-linealen, meist 76 bis 155 (38 bis 172) Zentimeter langen und 6,5 bis 9, selten bis zu 10 Zentimeter breiten Laubblätter sind am Rande leicht bewehrt (wie alle Vertreter der Bromelioideae), mit einer Stachelspitze. Saugschuppen sind hauptsächlich auf der Blattunterseite zu sehen.

### Generative Merkmale
In einem aufrechten, lange haltbaren, verzweigten, ährenrispigen, zylindrischen Blütenstand (Infloreszenz) stehen sehr kurze, ein- bis fünfblütige, rispige Teilblütenstände zusammen. Die grünlichen oder weißlichen Hochblätter (Brakteen) sind unscheinbar.
Diese Art ist als Ausnahme innerhalb der Bromelioideae zweihäusig getrenntgeschlechtig (diözisch). Die funktional eingeschlechtigen Blüten sind höchstens kurz gestielt, radiärsymmetrisch und dreizählig. Die drei Kelchblätter sind zu einer kurzen Röhre verwachsen. Die drei gelben Kronblätter sind verwachsen. Es sind zwei Kreise mit je drei Staubblättern vorhanden, die mit den Kronblättern verwachsen sind. Die Staubbeutel besitzen ein Anhängsel. Der beschuppte Fruchtknoten ist unterständig.
Blütenformel:
{\displaystyle \star \;K_{(3)}\;{[C_{(3)}\;A_{3+3}]}\;G_{\overline {(3)}}}
Die Früchte sind Beeren.

## Ökologie
In den Blatttrichtern sammeln sich oft größere Mengen an Wasser. In vielen Trichtern gibt es kleine Biotope mit mehreren Tierarten, Algen und Wasserpflanzen.
Die Beeren werden von Tieren (vor allem von Vögeln, seltener von Fledertieren und Affen) gefressen. Die Samen werden unverdaut wieder ausgeschieden und gelangen mit dem Kot auf Äste.

## Verbreitung
Androlepis skinneri gedeiht epiphytisch in Waldgebieten in Höhenlagen von etwa 1300 Metern nur im zentral-peruanischen Region Pasco.
Androlepis skinneri ist in vielen botanischen Gärten zu finden; sie ist in der Kultur relativ anspruchslos.

## Systematik
Die Gattung Androlepis wurde 1870 durch Adolphe Brongniart in Houllet: Revue Horticole (Paris), Band 42, Seite 12 mit der Typusart Androlepis skinneri aufgestellt. Die Erstbeschreibung von Androlepis skinneri erfolgte 1870 durch Adolphe Brongniart in Houllet: Revue Horticole (Paris), Band 42, Seite 12, Figur 1. Synonyme für Androlepis skinneri Brongn. ex Houllet sind: Billbergia skinneri K.Koch, Pothuava skinneri C.Koch, Billbergia skinneri hort. Linden ex Baker, Aechmea leucostachys Baker, Aechmea skinneri (Brong. ex Houllet) Baker, Aechmea donnell-smithii Baker, Androlepis donnell-smithii (Baker) Mez, Androlepis skinneri var. mexicana Rauh, Androlepis skinneri var. peruviana Rauh.
Der Gattungsname Androlepis leitet sich von den altgriechischen Wörtern ἀνήρ anḗr, Genitiv ἀνδρός andrós, ‚Mann‘, ‚Mensch‘ und λεπίς lepís, deutsch ‚Schuppe‘ ab. Das Artepitheton ehrt den britischen Botaniker George Ure Skinner (1804–1867), der diese Art in Guatemala sammelte.
Androlepis skinneri ist eine von seit 2020 drei Arten der Gattung Androlepis in der Unterfamilie Bromelioideae innerhalb der Familie der Bromeliengewächse (Bromeliaceae).